# Tulus
Tulus är ett norskt black metalband som grundades år 1991 i Oslo. Bandmedlemmarna bildade bandet Khold år 2000, men återbildade Tulus 2006 då Khold tog en paus.

## Medlemmar
Nuvarande medlemmar
- Blodstrup (Sverre Stokland aka Gard) – sång, gitarr (1993– )
- Sarke (Thomas Berglie) – trummor (1993– )
- Crowbel (Stian M. Kråbøl) – basgitarr (2008– )

Tulus har en "fjärde medlem", Hildr (Hilde Nymoen, Blodstrups fru), som skriver alla texter.
Tidigare medlemmar
- Sir Graanug (Victor Cito Borge) – basgitarr (1999–2007)
- Gottskalk (Frode Forsmo aka "Gonde") – basgitarr (1993–1998)
- Eikind (Lars Erik Stang Sætheren) – gitarr, basgitarr
- Anders Hunstad – keyboard

Bidragande musiker (studio)
- Lilly Renee Mikalsen – sång
- Åshild Kvamme – sång
- Ellen Omdal Milson – violin, sång
- Jon F. Blichfeldt – cello
- Sarah Jezebel Deva (Sarah Jane Ferridge) – sång, bakgrundssång
- Christer Lunder – keyboard
- Ken Ingwersen – akustisk gitarr

## Diskografi
Demo
- 1993 – Demo I
- 1994 – Samlerens kammer
- 1995 – Midtvintermåne

Studioalbum
- 1996 – Pure Black Energy
- 1998 – Mysterion
- 1999 – Evil 1999
- 2007 – Biography Obscene
- 2012 – Olm og bitter

Samlingsalbum
- 2000 – Cold Core Collection